# Valentinovo
Valentinovo är ett samhälle i Kroatien.   Det ligger i länet Krapina-Zagorjes län, i den norra delen av landet, 40 km norr om huvudstaden Zagreb. Valentinovo ligger 175 meter över havet och antalet invånare är 167.
Terrängen runt Valentinovo är kuperad norrut, men söderut är den platt. Runt Valentinovo är det ganska tätbefolkat, med 72 invånare per kvadratkilometer. Närmaste större samhälle är Pregrada, 3,4 km nordväst om Valentinovo. Omgivningarna runt Valentinovo är en mosaik av jordbruksmark och naturlig växtlighet.